# 끼엔쭝

끼엔쭝(베트남어: Kiến Trung / 建中 건중 / 1225년 12월 ~ 1232년 7월)은 베트남 쩐 왕조(陳朝) 태종(太宗) 쩐까인(陳煚)의 첫 번째 연호이다.

## 개원
- 리 왕조(李朝) 티엔쯔엉흐우다오(天彰有道) 2년 12월 11일[1](율리우스력 1226년 1월 10일)에 쩐 왕조 개창 후, 연호를 끼엔쭝(建中)으로 건원함.[2][3][4][5]

- 끼엔쭝(建中) 8년 7월 22일[6](율리우스력 1232년 8월 10일)에 연호를 티엔응찐빈(天應政平)으로 개원함.[7][4]

## 연대 대조표
| 끼엔쭝 | 서기(西紀) | 간지(干支) | 남송 연호       |
| 원년   | 1225년     | 을유(乙酉) | 보경(寶慶) 원년 |
| 2년    | 1226년     | 병술(丙戌) | 보경 2년        |
| 3년    | 1227년     | 정해(丁亥) | 보경 3년        |
| 4년    | 1228년     | 무자(戊子) | 소정(紹定) 원년 |
| 5년    | 1229년     | 기축(己丑) | 소정 2년        |
| 6년    | 1230년     | 경인(庚寅) | 소정 3년        |
| 7년    | 1231년     | 신묘(辛卯) | 소정 4년        |
| 8년    | 1232년     | 임진(壬辰) | 소정 5년        |

## 동시대 연호

### 중국
남송(南宋)
- 보경(寶慶) (1225년 ~ 1227년)
- 소정(紹定) (1228년 ~ 1233년)

금(金)
- 정대(正大) (1224년 ~ 1232년)
- 개흥(開興) (1232년)
- 천흥(天興) (1232년 ~ 1234년)

서하(西夏)
- 건정(乾定) (1223년 ~ 1226년)
- 보의(寶義) (1226년 ~ 1227년)

대리국(大理國)
- 천개(天開) (1205년 ~ 1225년)
- 천보(天輔) (1226년)
- 인수(仁壽) (1227년 ~ 1238년)

### 일본
- 가로쿠(嘉禄) (1225년 ~ 1227년)
- 안테이(安貞) (1227년 ~ 1229년)
- 간키(寛喜) (1229년 ~ 1232년)
- 조에이(貞永) (1232년 ~ 1233년)

## 같이 보기
- 다른 왕조의 같은 연호
  - 당(唐) 건중(建中, 780년 ~ 783년)

- 베트남의 연호